# Helophilus
Helophilus је род породице осоликих мува. 

## Дистрибуција
Род Helophilus је раширен у Европи, Северној Америци, Азији и Новом Зеланду. Постоји неколико запажања у Африци и Јужној Америци. У Србији постоје три врсте из овог рода. Helophilus trivittatus и Helophilus pendulus су честе и насељавају читаву земљу, док је трећа врста Helophilus hybridus изузетно ретка и постоји свега један података о њеном присуству у Србији.

## Опис рода
Величина врста код рода варира између 9-17 мм. Све врсте имају карактеристичан пругасти грудни кош и попречно пругасто тело. Одрасле јединке се хране поленом и нектаром. Ларве се хране микроорганизмима из воде. Постоје врсте које мигријају, као што су Helophilus trivittatus и H. affinis.

## Врсте родаHelophilus
- H. affinis Wahlberg, 1844
- H. bilinearis Williston, 1887
- H. borealis Stæger, 1845
- H. bottnicus Wahlberg, 1844
- H. celeber Osten Sacken, 1882
- H. consimilis Malm, 1863
- H. continuus Loew, 1854
- H. contractus (Claussen & Pedersen, 1980)
- H. distinctus Williston, 1887
- H. fasciatus Walker, 1849
- H. frutetorum (Fabricius, 1775)
- H. groenlandicus (Fabricius, 1780)
- H. hybridus Loew, 1846
- H. insignis Violovitsh, 1979
- H. intentus Curran and Fluke, 1922
- H. interpunctus (Harris, 1776)
- H. kurentzovi (Violovitsh, 1960)
- H. lapponicus Wahlberg, 1844
- H. latifrons Loew, 1863
- H. lineatus (Fabricius, 1787)
- H. lunulatus Meigen, 1822
- H. neoaffinis Fluke, 1949
- H. obscurus Loew, 1863
- H. oxycanus (Walker, 1852)
- H. parallelus (Harris, 1776)
- H. pendulus (Linnaeus, 1758)
- H. perfidiosus (Hunter, 1897)
- H. pilosus Hunter, 1897
- H. relictus (Curran & Fluke, 1926)
- H. sapporensis Matsumura, 1911
- H. sibiricus Smirnov, 1923
- H. stipatus Walker, 1849
- H. transfugus (Linnaeus, 1758)
- H. trivittatus (Fabricius, 1805)
- H. turanicus Smirnov, 1923
- H. versicolor (Fabricius, 1794)
- H. virgatus Coquillett, 1898
- H. antipodus Schiner, 1868
- H. campbelli (Miller, 1921)
- H. antipodus Schiner, 1868
- H. campbelli (Miller, 1921)
- H. campbellicus Hutton, 1902
- H. cargilli Miller, 1911
- H. chathamensis Hutton, 1901
- H. cingulatus Fabricius, 1775
- H. hectori Miller, 1924
- H. hochstetteri Nowicki, 1875
- H. ineptus Walker, 1849
- H. montanus (Miller, 1921)
- H. seelandicus Gmelin, 1790
- H. taruensis Miller, 1924

## Галерија
- Helophilus pendulus
- Helophilus trivittatus
- Helophilus obscurus
- Helophilus affinis